# Lalunggletscher
Der Lalunggletscher (oder La Lung) befindet sich im Westhimalaya im indischen Unionsterritorium Ladakh.

## Lage
Der 14 km lange Gletscher befindet sich im Südosten der Nun-Kun-Gruppe im Quellgebiet des Suru, einem Zufluss des Indus. Er befindet sich im Süden der Region Ladakh im Distrikt Kargil. Seine Ausrichtung im unteren Gletscherbereich ist Nordost. Weiter südlich verlaufen der Pensilungpa- und der Drang-Drung-Gletscher. Weiter westlich verläuft der Chiling-Gletscher. Der Abfluss des Gletschers strömt etwa 8 km in ostnordöstlicher Richtung, bevor er 7 km westlich des Pensi-La-Gebirgspasses auf den Suru trifft.